# Поченары
Почена́ры (чув. Пăчанар) — деревня в Ядринском районе Чувашской Республики. Входит в состав Кукшумского сельского поселения.

## География
Находится в западной части Чувашии, на расстоянии приблизительно 9 км на юго-восток по прямой от районного центра города Ядрин.

## История
Известна с 1795 года, когда здесь было 29 дворов.Была построена Шафеевым Е.П. 
В XIX веке выселок деревни Байбахтина (ныне не существует). В 1858 году был учтен 221 житель, в 1897—353, в 1926 — 98 дворов, 466 жителей, в 1939—465 жителей, в 1979—216. В 2002 году было 71 двор, в 2010 — 57 домохозяйств. В 1931 году был образован колхоз «XI лет ЧАССР», в 2010 году действовал СХПК «Заветы Ильича».

## Население
Постоянное население составляло 147 человек (чуваши 99 %) в 2002 году, 117 в 2010.